# Jón Kalman Stefánsson
Pour les articles homonymes, voir Stefansson et Kalman.
Jón Kalman Stefánsson (né le 17 décembre 1963 à Reykjavik) est un romancier et poète islandais.

## Biographie
Jón Kalman Stefánsson grandit à Reykjavík et à Keflavík. Après avoir fini ses études au collège en 1982, il décroche de petits emplois en Islande de l'Ouest (par exemple dans les secteurs de la pêche et de la maçonnerie).
Il entreprend ensuite, de 1986 à 1991, des études en littérature à l'université d'Islande, sans parvenir à les terminer. Pendant cette période, il donne des cours dans différentes écoles et rédige des articles pour le journal Morgunblaðið. Entre 1992 et 1995, il vit à Copenhague, où il participe à divers travaux et s'adonne à un programme de lectures assidues. Il rentre en Islande et s'occupe de la Bibliothèque municipale de Mosfellsbær jusqu'en 2000.
En 1997, son premier roman paraît en Islande, mais c’est avec la trilogie romanesque composée de Entre ciel et terre (Himnaríki og helvíti, 2007), La Tristesse des anges (Harmur englanna, 2009) et Le Cœur de l’homme (Hjarta mannsins, 2011), qu’il s’impose dans le monde entier comme un écrivain de premier plan. Il reçoit de nombreuses distinctions dans plusieurs des pays où son œuvre est traduite. En 2015, notamment, il est récompensé par le prestigieux prix Millepages pour D’ailleurs, les poissons n’ont pas de pieds (Fiskarnir hafa enga fætur, 2013), paru en français aux éditions Gallimard.
Avec Ásta : où se réfugier quand aucun chemin ne mène hors du monde ?, il obtient le prix Folio des libraires en 2020.
En janvier 2022 paraît en français Ton absence n’est que ténèbres (Grasset) qui raconte l’histoire d’une famille sur plus d’un siècle, à travers le regard d'un homme devenu soudain amnésique, en quête de souvenirs et d'amour,,,,. Il obtient le prix 2022 du livre étranger,,.
En janvier 2024 paraît en français Mon sous-marin jaune, un roman autobiographique.

## Œuvre

### Romans

#### Trilogie romanesque
- 2007 : Himnaríki og helvíti (Entre ciel et terre, traduit par Éric Boury, Paris, Gallimard, 2010)
- 2009 : Harmur englanna (La Tristesse des anges, traduit par Éric Boury, Paris, Gallimard, 2011)
- 2011 : Hjarta mannsins (Le Cœur de l'homme, traduit par Éric Boury, Paris, Gallimard, 2013)

#### Chronique familiale
- 2013 : Fiskarnir hafa enga fætur[13],[3] (D’ailleurs, les poissons n’ont pas de pieds, traduit par Éric Boury, Paris, Gallimard, 2015)
- 2015 : Eitthvað á stærð við alheiminn: ættarsaga (À la mesure de l'univers, traduit par Éric Boury, Paris, Gallimard, 2017)

#### Autres romans
- 1996 : Skurðir í rigningu (litt. « Fossés sous la pluie »)
- 1997 : Sumarið bakvið Brekkuna (litt. « L'Été derrière la montagne »)
- 1999 : Birtan á fjöllunum (litt. « La Lumière sur les montagnes »)
- 2001 : Ýmislegt um risafurur og tímann (litt. « Diverses choses à propos des séquoias et du temps »)
- 2003 : Snarkið í stjörnunum (litt. « Le Crépitement des étoiles »)
- 2005 : Sumarljós og svo kemur nóttin (Lumière d'été, puis vient la nuit, traduit par Éric Boury, Paris, Éditions Grasset, 2020)
- 2017 : Saga Ástu: Hvert fer maður ef það er engin leið út úr heiminum? (Ásta : où se réfugier quand aucun chemin ne mène hors du monde ?, traduit par Éric Boury, Paris, Éditions Grasset, 2018)
- 2020 : Fjarvera þín er myrkur (Ton absence n’est que ténèbres, traduit par Éric Boury, Paris, Éditions Grasset, 2022)
- 2022 : Guli kafbáturinn (Mon Sous-marin jaune, traduit par Éric Boury, Paris, Christian Bourgois éditeur, 2024)

### Poésie
- Með byssuleyfi á eilífðina (1988)
- Úr þotuhreyflum guða (1989)
- Hún spurði hvað ég tæki með mér á eyðieyju (1993)